# Ceroplesis granulata
Ceroplesis granulata là một loài bọ cánh cứng trong họ Cerambycidae.